# Посол бренда
Посо́л бре́нда (в русском языке иногда также используют англицизмы «амбассадор бренда», «бренд-амбассадор» или «амбассадор профессионалитета»; англ. Brand ambassador) — это человек, нанятый организацией или компанией, чтобы представлять бренд в позитивном свете и тем самым способствовать повышению его узнаваемости и росту продаж.
Посол бренда призван воплотить корпоративную идентичность по внешнему виду, манере поведения, ценностям и этике. Основной особенностью послов бренда является их способность использовать рекламные стратегии, которые позволяют укрепить отношения клиент-продукт-услуга и стимулировать аудиторию покупать и потреблять больше. Преобладающе, посол бренда известен как позитивный представитель, лидер мнения или влиятельный член сообщества, назначенный в качестве внутреннего или внешнего представителя для увеличения объёма продаж продуктов или услуг и создания осведомлённости о торговой марке.